# يضغط
يضغط هي قرية في اليمن بها موقع أثري يبعد عنها الموقع الأثري واحد كيلومتر في الجنوب الشرقي. تقع في الضفة الشرقية من وادي جربه في حضرموت وتبعد 12 كيلومتراً شمال ميناء شرمة، وكانت مرتبطة به كمورد للفخار.
أُكتشف الموقع الأثري عام 2002، ويتكون من مجموعة من المباني الظاهرة على سطح الأرض. أكثر البنايات المحفوظة لها تصميم من ثلاثة غرف. ويظهر وجود مسجد وآثار محراب في جنوب الموقع. كان الموقع أكبر في يومٍ ما، لكن دُمر بسبب الزراعة والتآكل. يعد الموقع اليوم قاحلاً جداً.
كانت يضغط موقع تصنيع للفخار خلال العصور الوسطى، بين 980 و1150. أُكتشف خمس أكوام من النفايات، ربما كان مصدر الطلاء من منجم الطين الأحمر القريب. عُثر على الفخار المصنوع في ياظغات في موقع يبعد عنها اثنان كيلومتر شمال غربي. من المحتمل أن يضغط كانت تصدر فخارها عن طريق ميناء شرمة.